# Marcelo Gomes (cineasta)
Marcelo Ferreira de Oliveira Gomes (Recife, 28 de outubro de 1963) é um cineasta brasileiro.
É muito elogiado pela direção do filme Cinema, Aspirinas e Urubus.
Em 2018 dirigiu um filme ficcional inspirado em Tiradentes.

## Filmografia como diretor
- 1995 - Maracatu, Maracatus (Curta-metragem)
- 1999 - Punk Rock Hardcore (Curta-metragem)
- 1998 - Clandestina Felicidade (Curta-metragem)
- 2000 - Os Brasileiros
- 2005 - Cinema, Aspirinas e Urubus
- 2009 - Viajo Porque Preciso, Volto Porque Te Amo
- 2012 - Era Uma Vez Eu, Verônica
- 2013 - O Homem das Multidões
- 2017 - Joaquim
- 2019 - Estou Me Guardando para Quando o Carnaval Chegar
- 2022 - Paloma